# Abspannklemme
Eine Abspannklemme (AKL) ist eine Klemme zum mechanischen Festhalten und Spannen eines Draht-, Luftseil- oder Luftkabelendes im Freileitungsbau. Die Klemmen bestehen in der Regel aus einem keilförmigen Gehäuse aus Edelstahl oder feuerverzinktem Stahlblech mit einer Aufhänge-Öse. Darin befinden sich zwei bewegliche keilförmige Spannbecken / Klemmbacken aus Polyamid mit hakenartigen Zähnen zum Einklemmen des Installationskabels.

## Einsatzgebiete
- Freileitungsbau (für Luftkabel im Telekommunikationsnetz)
- Wasserwirtschaft und Messtechnik zur Aufhängung von Sonden- und Sensorkabeln